# Clark County (Kentucky)
Clark County ist ein County im Bundesstaat Kentucky der Vereinigten Staaten. Das U.S. Census Bureau hat bei der Volkszählung 2020 eine Einwohnerzahl von 36.972 ermittelt.
Der Verwaltungssitz (County Seat) ist Winchester, das nach der gleichnamigen Stadt in Virginia benannt wurde.

## Geographie
Das County liegt im mittleren Nordosten von Kentucky und hat eine Fläche von 661 Quadratkilometern, wovon zwei Quadratkilometer Wasserfläche sind. Es grenzt im Uhrzeigersinn an folgende Countys: Bourbon County, Montgomery County, Powell County, Madison County und Fayette County.

## Geschichte
Clark County wurde am 6. Dezember 1792 aus Teilen des Bourbon County und des Fayette County gebildet. Benannt wurde es nach General George Rogers Clark.
64 Bauwerke und Stätten des Countys sind im National Register of Historic Places eingetragen (Stand 6. September 2017).

## Demografische Daten
Nach der Volkszählung im Jahr 2000 lebten im Clark County 33.144 Menschen. Davon wohnten 423 Personen in Sammelunterkünften, die anderen Einwohner lebten in 13.015 Haushalten und 9.553 Familien. Die Bevölkerungsdichte betrug 50 Einwohner pro Quadratkilometer. Ethnisch betrachtet setzte sich die Bevölkerung zusammen aus 93,60 Prozent Weißen, 4,77 Prozent Afroamerikanern, 0,17 Prozent amerikanischen Ureinwohnern, 0,20 Prozent Asiaten, 0,01 Prozent Bewohnern aus dem pazifischen Inselraum und 0,53 Prozent aus anderen ethnischen Gruppen; 0,71 Prozent stammten von zwei oder mehr Ethnien ab. 1,19 Prozent der Bevölkerung waren spanischer oder lateinamerikanischer Abstammung.
Von den 13.015 Haushalten hatten 33,4 Prozent Kinder und Jugendliche unter 18 Jahre, die bei ihnen lebten. 57,9 Prozent waren verheiratete, zusammenlebende Paare, 12,1 Prozent waren allein erziehende Mütter, 26,6 Prozent waren keine Familien, 22,8 Prozent waren Singlehaushalte und in 9,4 Prozent lebten Menschen im Alter von 65 Jahren oder darüber. Die Durchschnittshaushaltsgröße betrug 2,51 und die durchschnittliche Familiengröße lag bei 2,95 Personen.
Auf das gesamte County bezogen setzte sich die Bevölkerung zusammen aus 24,8 Prozent Einwohnern unter 18 Jahren, 8,1 Prozent zwischen 18 und 24 Jahren, 30,3 Prozent zwischen 25 und 44 Jahren, 24,3 Prozent zwischen 45 und 64 Jahren und 12,4 Prozent waren 65 Jahre alt oder darüber. Das Durchschnittsalter betrug 37 Jahre. Auf 100 weibliche Personen kamen 93,6 männliche Personen. Auf 100 Frauen im Alter ab 18 Jahren kamen statistisch 89,8 Männer.
Das jährliche Durchschnittseinkommen eines Haushalts betrug 39.946 USD, das Durchschnittseinkommen der Familien betrug 45.647 USD. Männer hatten ein Durchschnittseinkommen von 35.774 USD, Frauen 24.298 USD. Das Prokopfeinkommen betrug 19.170 USD. 8,4 Prozent der Familien und 10,6 Prozent der Bevölkerung lebten unterhalb der Armutsgrenze. Davon waren 14,6 Prozent Kinder oder Jugendliche unter 18 Jahre und 11,7 Prozent waren Menschen über 65 Jahre.

## Orte im County
- Agawam
- Becknerville
- Bel Air
- Bloomingdale
- Bon Haven
- Colby
- Colby Hills
- Elkin
- Flanagan
- Ford
- Forest Grove
- Forrest Park
- Goffs Corner
- Green Fields Estates
- Hampton Manor
- Hedges
- Hootentown
- Hunt
- Kiddville
- Lisletown
- Locust Grove
- Log Lick
- Lyndale
- Meadowbrook
- Mina
- Mount Zion
- Old Pine Grove
- Pilot View
- Pinchem
- Pine Grove
- Rabbit Town
- Renick
- Rightangle
- Ruckerville
- Schollsville
- Sewell Shop
- Tebbs
- Trapp
- Vianna
- Wesleyan Park
- Winchester
- Wyandotte